# Paradrymadusa galitzini
Paradrymadusa galitzini är en insektsart som beskrevs av Retowski 1888. Paradrymadusa galitzini ingår i släktet Paradrymadusa och familjen vårtbitare. Inga underarter finns listade i Catalogue of Life.